# كوستروما

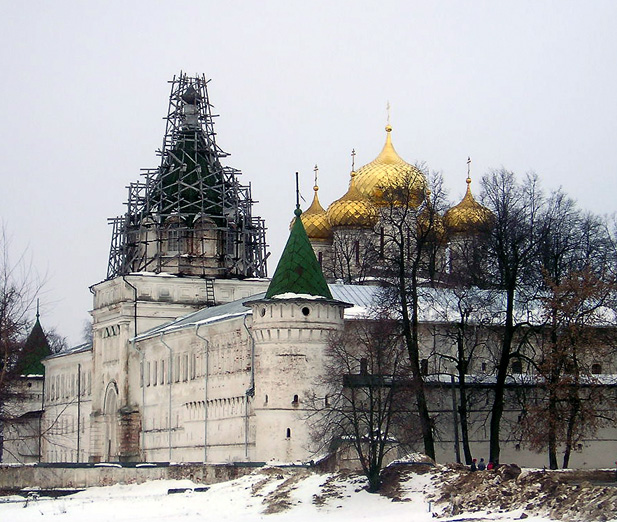
2005

كوستروما أو قسطرومة (بالروسية: Кострома) هي إحدى مدن روسيا في الكيان الفدرالي الروسي كوستروما أوبلاست.

## توأمة
لكوستروما اتفاقيات توأمة مع كل من:
- آخن (9 يونيو 2005 - )
- درم
- درم
- هوفينكا
- براني (8 ديسمبر 2005 - )
- ستنيي
- Samokov [الإنجليزية]‏
- أوشامشير
- دول
- بيوتركوف تريبونالسكي (6 يونيو 2009 - )[10]

## أعلام
- سيرجي كوبوزيف
- فاسيلي ياروسلافيتش
- فلاديمير ميخائيلوفيتش فيكنتييف
- ديمتري بيلاييف
- إيلدار نيزاموتدينوف